# 級化層理

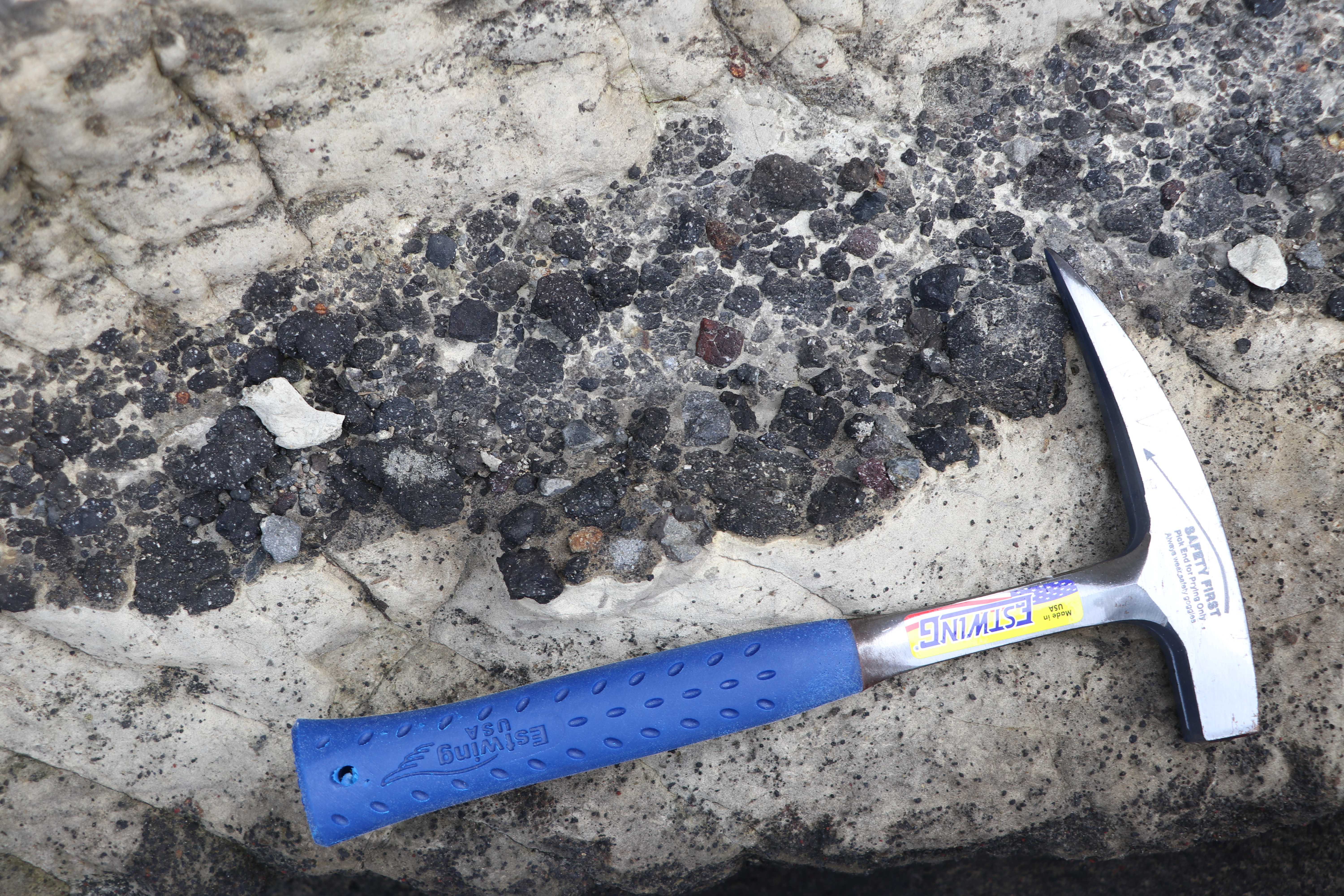
神奈川県三浦市で見られた級化層理

級化層理（きゅうかそうり、英語: graded bedding）は単層内において、砕屑物が下位から上位に向かって細粒化する構造のことで、堆積構造の一種である:136。級化構造とも呼称されることがある:101。

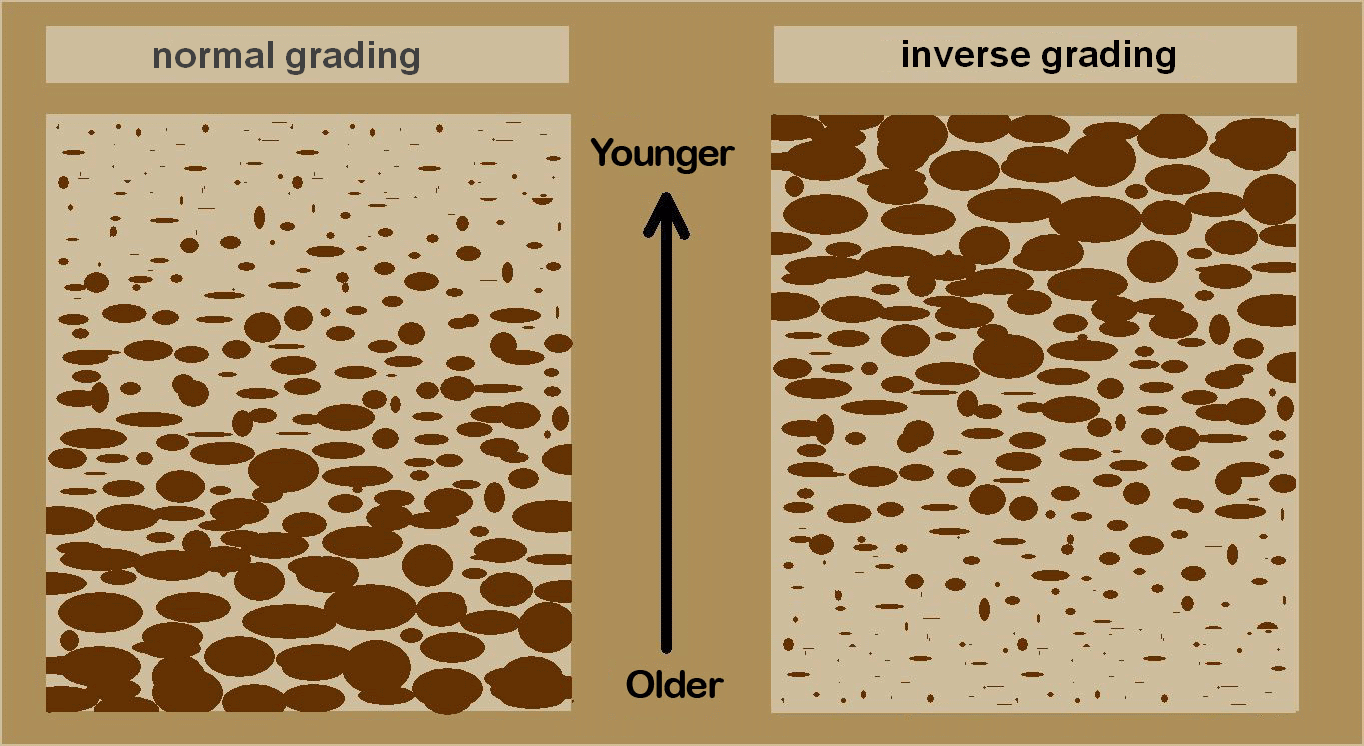
正級化と逆級化

流水中において堆積する粒径の垂直的な変化のことを、総称して級化（英: grading）と呼ばれる。その中において下位から上位にかけて粒径がより小さくなることを「正級化」（英: normal grading）といい、反対に下位から上位にかけて粒径がより大きくなることを「逆級化」（英: inverse gradingもしくは英: reverse grading）と呼ぶ。また、このような変化が見られない状態のことを「非級化」（英: non-grading）もしくは「塊状」（英: massive）という:101-102。

## 形成と活用
級化層理は周期的に繰り返される堆積イベントによって形成される。これによって形成されるそれぞれの層理の大きさは1ミリメートルから数メートルまで幅広い。
タービダイトと混濁流の研究においては級化層理が活用される。例えばBouma (1962)においてのバウマシーケンスなどの設定において、A区分においては級化層理が存在することがその設定条件の一つになっている。また、保柳, 公文 & 松田 (2004)によれば混濁流によって形成された地層はバウマシーケンスと級化層理が特徴であるとしている。しかし、同時に堆積物の粒径がもともと揃っている場合や、バウマシーケンスのA区分のみで形成されるような急激に堆積した地層の場合においては不明瞭であるともしている:127-128。

## 研究史
エドワード・ベイリーは、Bailey (1910)やBailey (1936)において級化層理と斜交葉理などの堆積構造に注目し、地層の上下判定に有効であることと、斜交葉理と級化層理は同時に存在しないことから堆積環境の解析に有効であるとした。フィリップ・ヘンリー・キューネンは、ベイリーがBailey (1930)において唱えた級化層理の原理に興味を抱き、実験的に密度流や混濁流の存在を明らかにした:55。